# Castello di Borgagne
Das Castello di Borgagne, auch Castello Petraroli nach der Familie, die es bauen ließ, ist eine Burg in der Gemeinde Borgagne in der italienischen Region Apulien. Ursprünglich wurde sie am östlichen Rande der kleinen Siedlung erbaut, um insbesondere von der Meerseite drohende Gefahren abwehren zu können.

## Geschichte
Die Anlage hat einen rechteckigen Grundriss, der an der Nordostecke einen 1498 errichteten Turm teilweise integriert. Das Baujahr ergibt sich aus einer Inschrift, die versehen mit dem Familienwappen der Petraroli, auf der Westfassade des Turmes Folgendes zur Kenntnis bringt:

„BELLISARI(us) DE PETRAROLIS / BURGANEI DO(minus) FEDERICO / REGI FIDUS IN PRI(n)CIPIUM / ARCI(s) ET TUTELAM / INCOLARUM POSUIT / TURRIUM 1498“

Die Inschrift lässt vermuten, dass der Turm, als er zur Verteidigung der Siedlung errichtet wurde, jedwede Verteidigungseinrichtung vermissen ließ; die Befestigungsarbeiten, die von den Petrarolis beauftragt wurden, beschränkten sich nicht auf dem Bau des einsamen Turms, der, unter anderem keine effektive Verteidigung bieten konnte, sondern höchstens eine Ausspähfunktion, sondern muss innerhalb kurzer Zeit auch den Bau einer Burg umfasst haben, deren Existenz 1531 ordnungsgemäß vom königlichen Kommissar registriert wurde, der für die Schätzung des feudalen Vermögens zuständig war, dessen die Petrarolis beraubt wurden, weil sie sich der anti-spanischen Verschwörung angeschlossen hatten, die das neapolitanische Baronat in den Jahren 1527 / 1528 entsprang. Den Petrarolis, die ihrer feudalen Besitztümer beraubt worden waren, gelang es in der Folge, die Gnade des Souveräns erneut zu erlangen und ihren verlorenen, feudalen Besitz wieder zurückzuerlangen. 1601 wurde das Lehen von Borgagne, das die beiden Lehen von Pasulo und San Salvatore – letzteres unbewohnt – enthielt, von Lucretia Petraroli an Vincenzo Maria Zimara aus Lecce mit allen feudalen Gütern verkauft, darunter auch die Burg. 15 Jahre später verkauften die Zimaras das Lehen weiter an Giovan Battista Spinola aus Genua.

## Beschreibung
Die Burg hat einen rechteckigen Grundriss mit Innenhof in der Mitte und wurde Umbauten und Erweiterungen unterzogen. Die letzten davon wurden kürzlich durchgeführt, um sie ihrer heutigen Bestimmung als privates Wohnhaus zuzuführen. Früher gab es auch Maschikulis, Schießscharten und einen Burggraben, bevor bei zahlreichen Umbauten Teile des Gebäudes unumkehrbar verändert wurden. Anschließend an die Burg liegt die kleine Kapelle der Madonna del Rosario.

## Quelle
- Mario Cazzato: Guida ai castelli Pugliesi. Congedo.